# Iglesia de Santo Domingo (Oviedo)

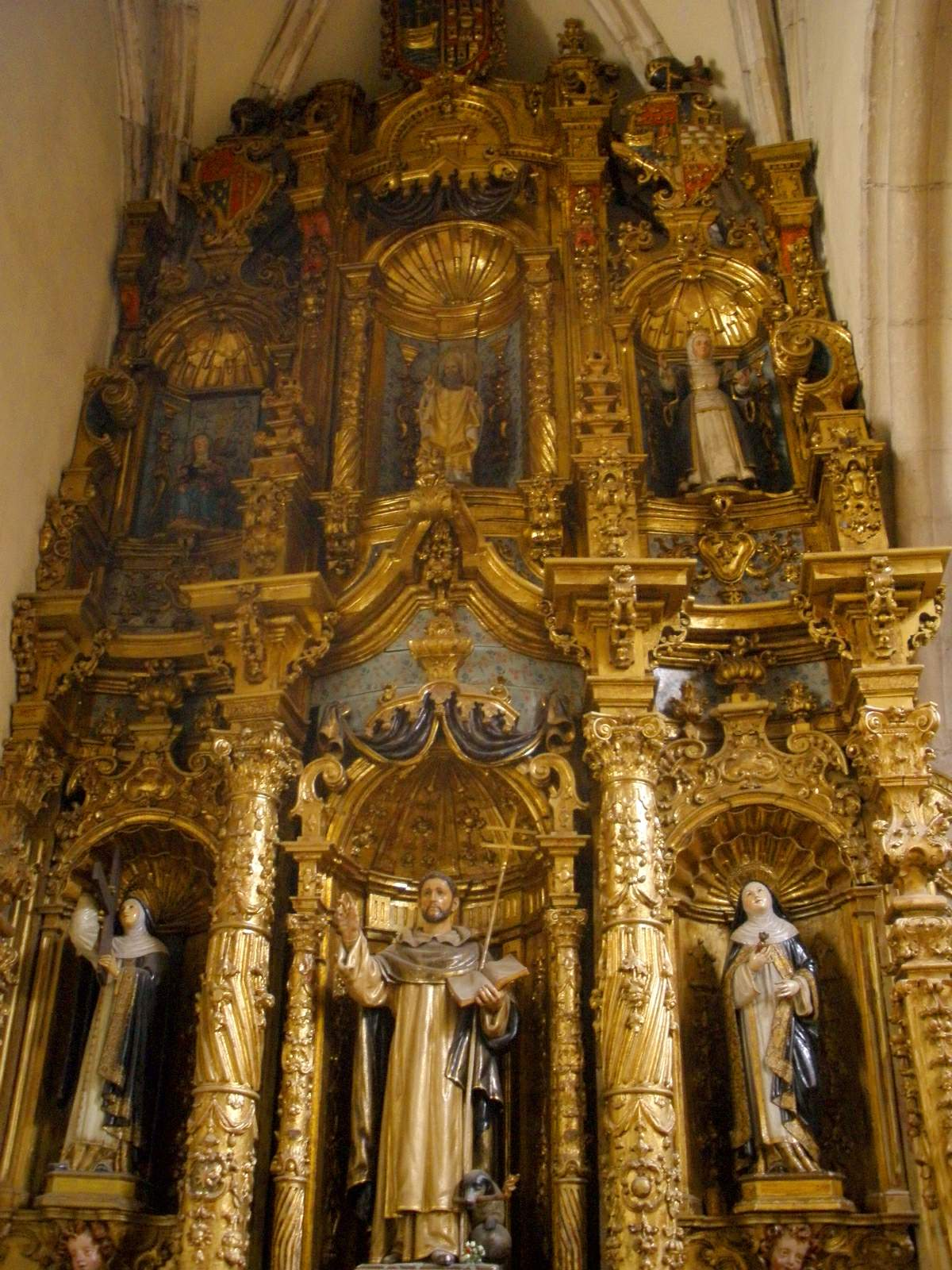
Uno de los retablos del templo

La iglesia de Santo Domingo es una iglesia de la ciudad de Oviedo, Principado de Asturias (España).

## Descripción

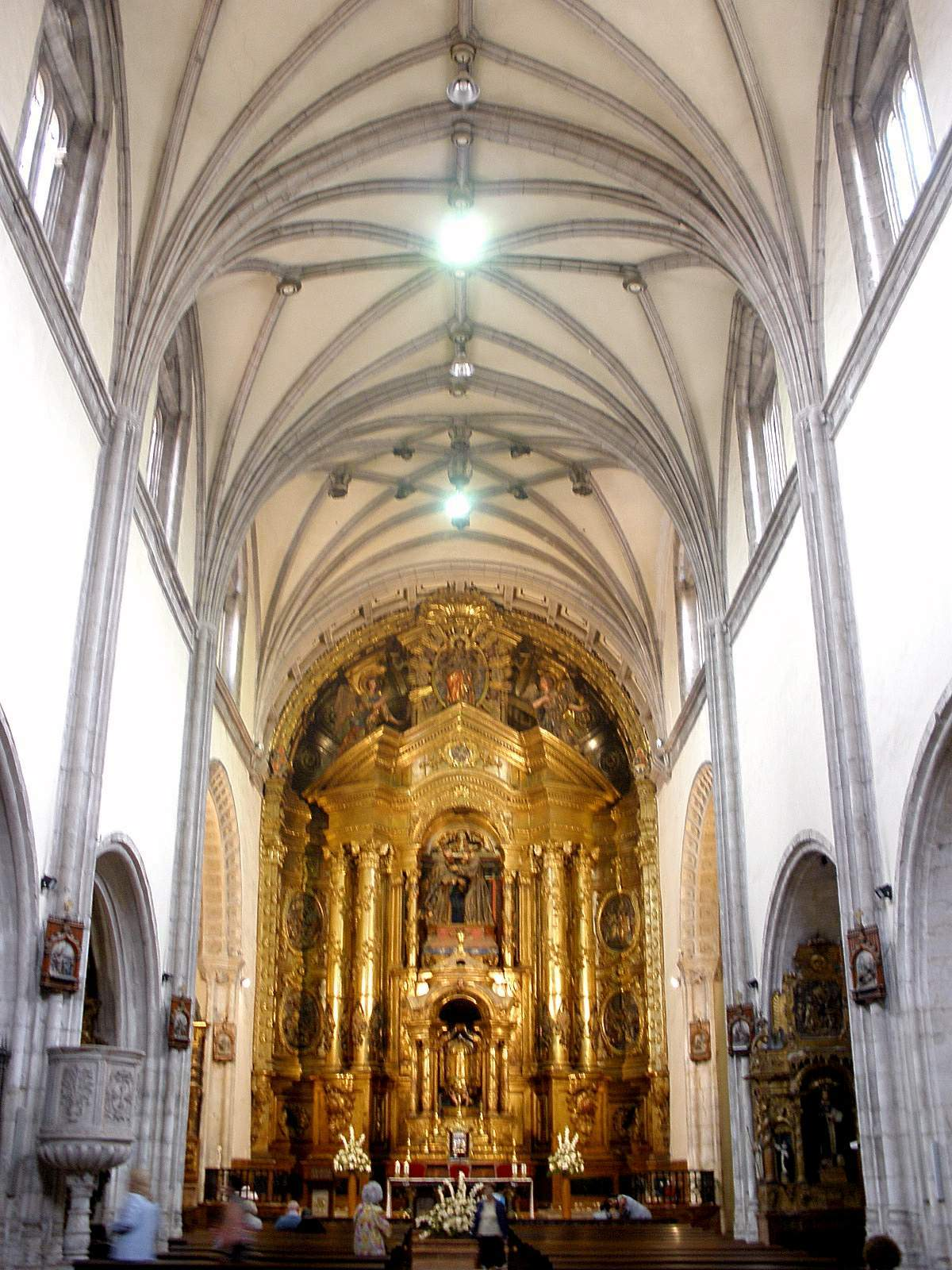
Altar mayor de estilo barroco de la Iglesia de Santo Domingo

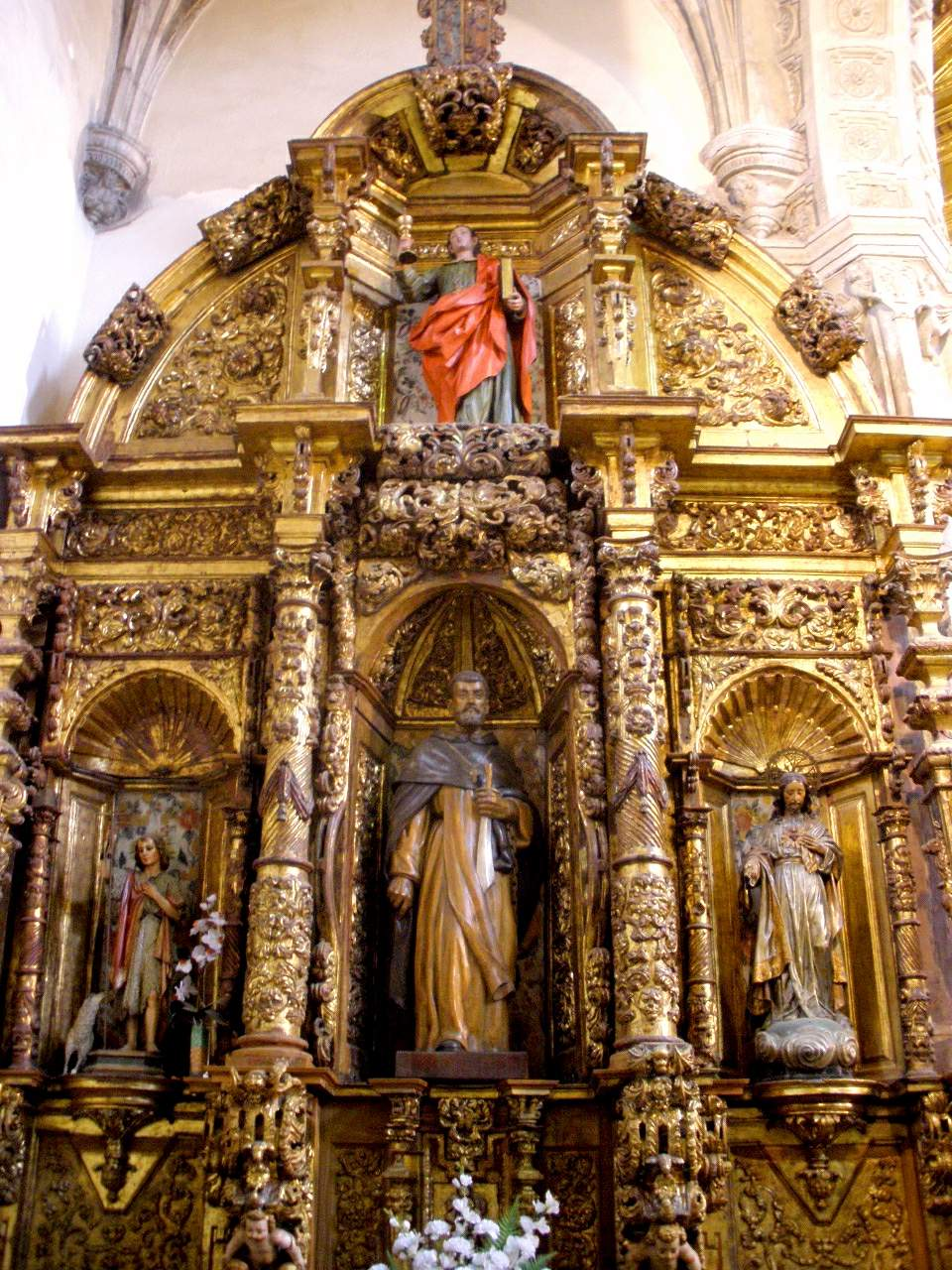
Retablo de San Melchor de Quirós

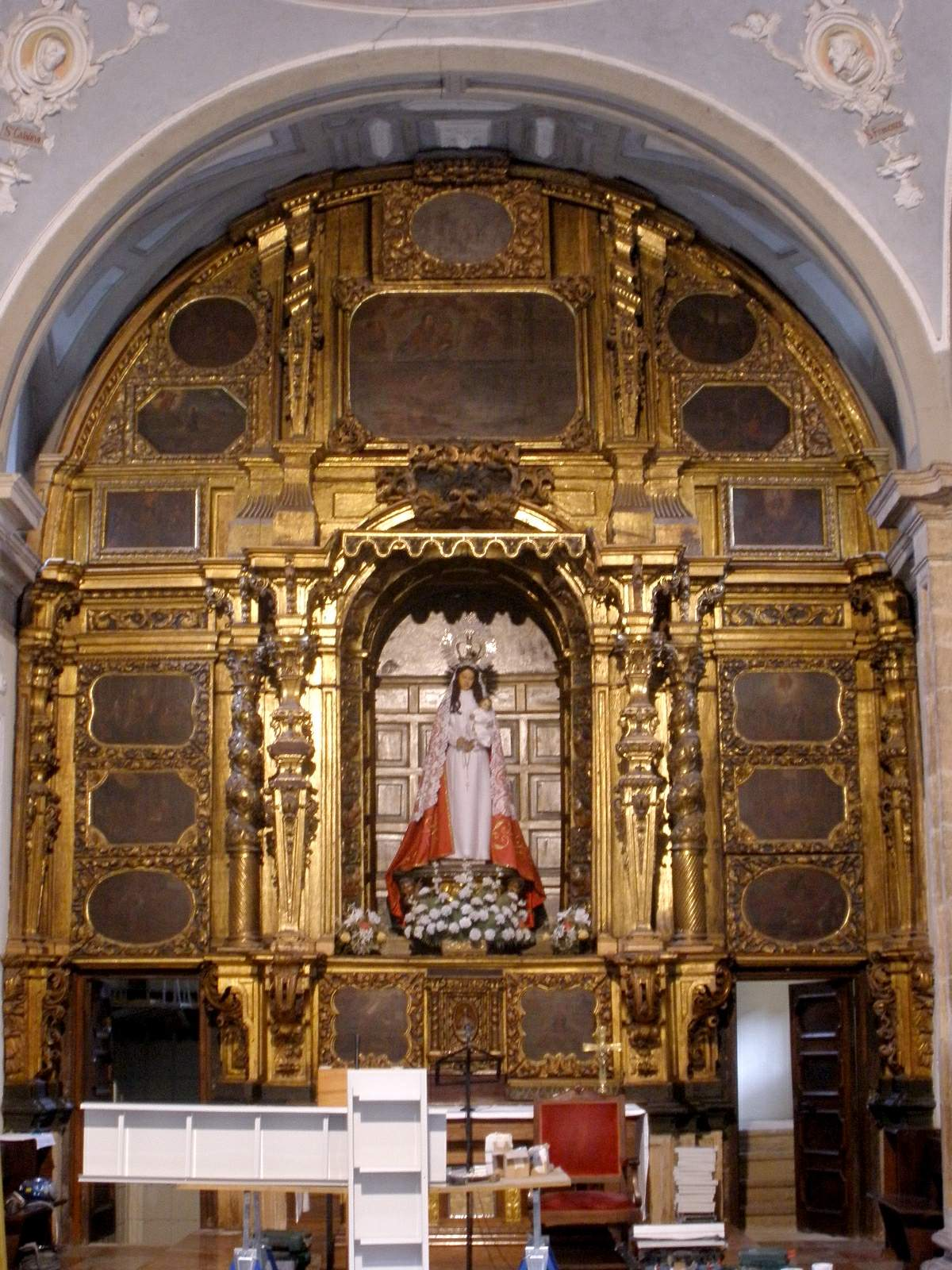
Capilla de Nuestra Señora del Rosario

Forma parte de un complejo de convento con iglesia anexa, si bien en la actualidad la iglesia está anexa al colegio de los dominicos de Oviedo, debido a que tras la revolución de octubre del 34 el convento fue incendiado y gravemente dañado. De la época primitiva sólo se conserva la iglesia y parte del claustro. Tras la destrucción del convento el complejo se reedificó creando el colegio que perdura hoy en día.
La fundación del convento y la iglesia se remonta al año 1518 por la orden de los predicadores.
La iglesia pertenece a la arquitectura del siglo XVI  con nave única obra de Juan de Cerecedo, el Viejo, aunque el tracista pudo ser fray Martín de Santiago según el profesor Fernández Arenas. Martín de Santiago fue el encargado de la obra de la iglesia de los dominicos de Salamanca. La iglesia fue reformada en el siglo XVIII, momento en el que se le añadió el pórtico de entrada. Su construcción se inició en el año 1526 y para su ejecución se utilizó piedra de la cantera de Laspra.
Tiene una nave de cuatro tramos con capillas hornacinas en sus laterales. El crucero aparece enrasado con estas capillas laterales que en su lado derecho son más estrechas que las del lado izquierdo y con cubiertas también diferentes. El esquema es prototípico de la iglesia conventual. Las capillas hornacinas son recintos funerarios cerrados por rejas y de carácter privado. Entre las capillas no hay comunicación por tratarse de espacios privados funerarios. Este sistema de financiación privada de la obra fue adoptado tanto por la orden dominica como la franciscana y que viene de la tradición Bajo medieval. El contrato de las vidrieras se hizo en el año 1566 con el vidriero leonés Rodrigo de Herrera, rematándose la iglesia poco después. Sin embargo en el año 1569 la capilla mayor se arruinó teniendo que volver a reedificarse bajo la dirección de Juan de Ribero. 
De la ornamentación interior se puede destacar el retablo principal (1755-60) de estilo barroco. Destaca en su interior la capilla de Nuestra Señora del Rosario, que posee un retablo elaborado por Manuel Pedredo Vigil con pinturas sobre tabla de Ignacio Abarca Valdés. Las figuras del Nazareno y el Cristo yacente son del siglo XVIII realizadas a partir de otras imágenes anteriores.Se desconoce su autor pero el profesor Ramallo Asensio señala que por sus características podrían pertenecer a Antonio Borja. El Nazareno es una imagen de vestir por lo que sólo tiene tallados el rostro, las manos y los pies. Lleva peluca y corona de espinas superpuestas. El Cristo yacente es probablemente réplica de otro del siglo XVII. Era una pieza articulada para utilizarla en el Descendimiento. Esta iconografía era habitual en todos los conventos dominícos. La función de desenclavo ya no puede realizarse por haberse sellado sus articulaciones en alguna de sus restauraciones. En el orificio de la herida del costado originalmente se albergaba un relicario que también ha desaparecido. Al igual que la imagen del Nazareno se desconoce su autor. 
La iglesia está catalogada como Bien de Interés Cultural, con la categoría de monumento, desde 1944, figura entonces denominada Monumento Histórico Artístico.

## Los retablos de Santo Domingo
El conocido como retablo del Rosario es de cuerpo único con tres calles y rematado en ático semicircular. La calle central tiene una única hornacina en la que se encuentra la imagen de vestir de Nuestra Señora del Rosario. El resto del retablo lo forman 16 cuadros pintados de tamaño variable y elaboración diversa. Las imágenes son apenas perceptibles en la actualidad por el humo de las velas, el polvo y el paso del tiempo. Entre los perceptibles se distinguen la Anunciación y Coronación, la Visitación y Nacimiento y la Asunción. El retablo se hizo en el año 1730 por el retablista Manuel Pedredo y las pinturas, como se indicó anteriormente, por Ignacio Abarca en el año 1733.  
El retablo mayor de Santo Domingo fue realizado por José Bernardo de la Meana entre los años 1758 y 1762 según el profesor Ramallo Asensio. Su autor ya había trabajado en el órgano de la catedral de Oviedo y en el retablo de Puerto de Vega. Presenta dobles columnas gigantes de fuste liso y capitel compuesto enmarcando el gran vano central que se abre sobre un entablamento en disposición curva de forma convexa. En la hornacina central aparecen las figuras de dos frailes abrazándose. Para Ramallo Asensio este retablo constituye el último paso en la evolución del retablo barroco en Asturias.

## Iglesia de Santo Domingo

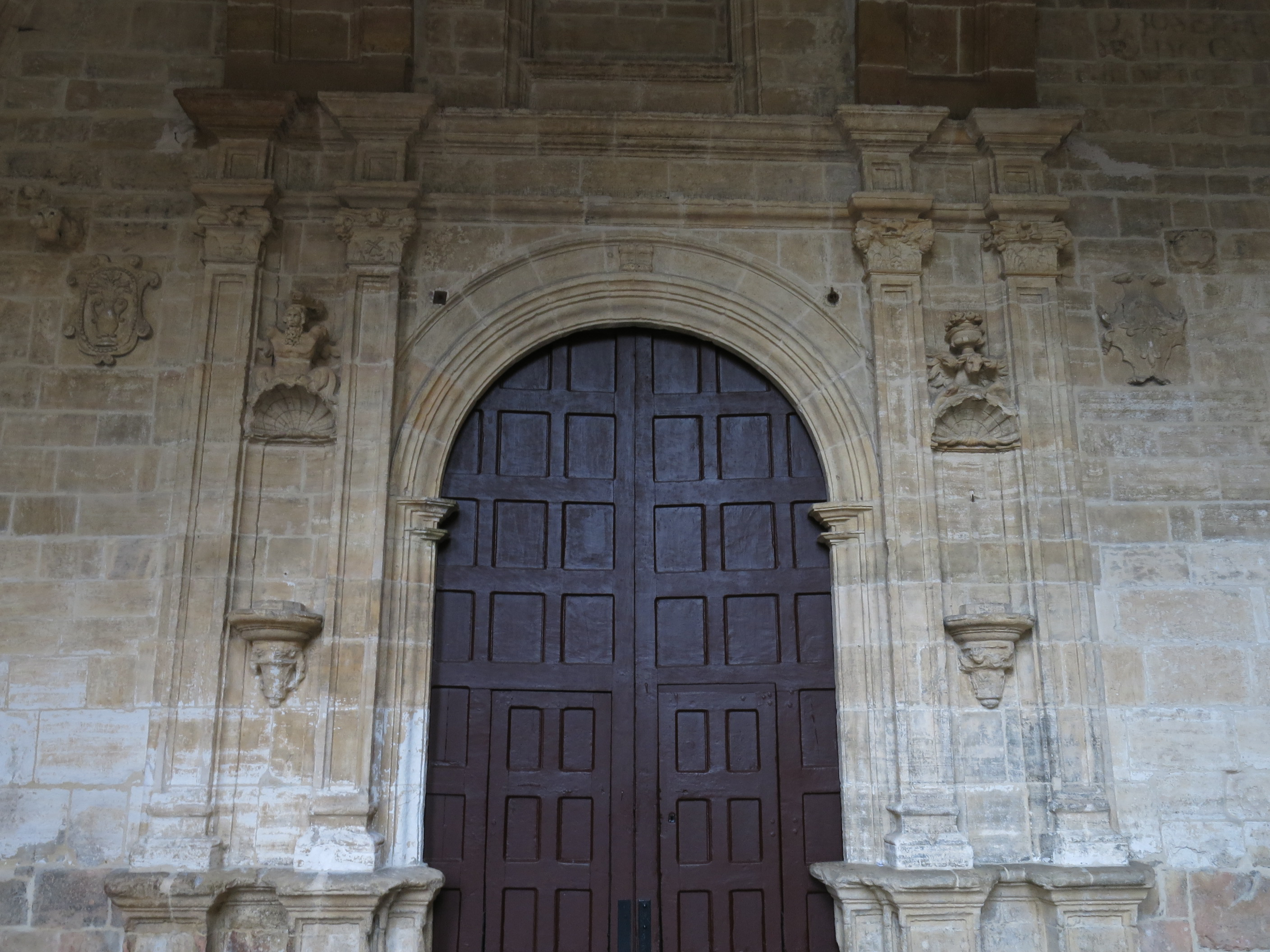
Portada de acceso a la iglesia de Santo Domingo

La Iglesia de Santo Domingo se convirtió en parroquia a partir del año 1969 y es sede, también, de la Cofradía del Nazareno de Oviedo, la más antigua de la ciudad.